# Bogdan Koboulov
Bogdan Sakharovitch Koboulov (en géorgien : ბოგდან ქობულოვი ; en russe : Богда́н Заха́рович Кобулов), né le 1er mars 1904 à Tbilissi et mort exécuté le 23 décembre 1953 à Moscou, est un communiste soviétique, membre éminent de la Guépéou, puis du NKVD pendant un quart de siècle. Il faisait partie de la « mafia géorgienne » de Lavrenti Beria, ministre chargé de la sécurité de l'État et chef suprême du NKVD de 1938 à 1946. Il est le frère aîné d'Amaïak Koboulov.

## Biographie
Il est né en Géorgie, à Tbilissi (alors appelée Tiflis) ; son père était un tailleur d'origine arménienne.
Il entre dans la Tchéka de Géorgie et adhère au Parti communiste de l'Union soviétique à une date inconnue ; il est membre de la Guépéou géorgienne en 1931. Il devient l'un des adjoints de Béria. Fidèle serviteur et ami de ce dernier, il « monte » avec lui à Moscou en 1938 et sa carrière suit celle de Béria.
Il est membre suppléant du Comité central du Parti communiste aux 18e et 19e Congrès, et est élu député au Soviet suprême.
Il occupe durant les années 1930 des postes importants au NKVD, et est l'un des adjoints les plus proches de Béria. Il est nommé chef de la Direction des recherches intérieures en décembre 1938. Dans les années 1940, il est nommé vice-ministre de l'intérieur.
En 1944, il supervise la déportation d'une partie du peuple tchétchène et des Tatars de Crimée.
De 1947 à 1949, il est l'adjoint de Vassili Sokolovski, chef suprême de l'administration militaire soviétique en Allemagne (zone d'occupation soviétique), et supervise les activités de renseignement soviétiques pour toute l'Europe de l'Est occupée par l'Armée rouge, le tout avec le grade de général d'armée.
Le 27 juin 1953, à la chute de Béria, Koboulov est arrêté. Accusé de plusieurs crimes, notamment de trahison et d'espionnage, il est condamné à mort et sommairement exécuté le 23 décembre 1953 à Moscou.
Sa carrière et son sort rappellent très exactement ceux de Vsevolod Merkoulov.

## Distinctions
Principales distinctions reçues par Bogdan Koboulov :
- Trois fois l'ordre de Lénine  (1937, 1946, 1949)
- Cinq fois l'ordre du Drapeau rouge (1940, 1943, 1944, 1944, 1951)
- Ordre de Souvorov (1944)
- Ordre de Koutouzov (1945)
- Ordre de la Guerre patriotique (1945)
- Ordre du Drapeau rouge du Travail (1948)

## Sources